# Ligue de diamant 2011 - 400 m haies féminin
L'épreuve du 400 mètres haies féminin de la Ligue de diamant 2011 se déroule du 15 mai au 8 septembre 2011. La compétition fait successivement étape à Shanghai, Eugene, Oslo, Paris, Stockholm et Londres, la finale ayant lieu à Zurich peu après les Championnats du monde de Daegu.

## Calendrier
| Date             | Meeting             | Ville     | Pays        |
| ---------------- | ------------------- | --------- | ----------- |
| 15 mai 2011      | Golden Grand Prix   | Shanghai  | Chine       |
| 4 juin 2011      | Prefontaine Classic | Eugene    | États-Unis  |
| 9 juin 2011      | Bislett Games       | Oslo      | Norvège     |
| 8 juillet 2011   | Meeting Areva       | Paris     | France      |
| 29 juillet 2011  | DN Galan            | Stockholm | Suède       |
| 5-6 aout 2011    | London Grand Prix   | Londres   | Royaume-Uni |
| 8 septembre 2011 | Weltklasse          | Zurich    | Suisse      |

## Résultats
| Date | Meeting   | 1er                              | 1er   | 2e                                | 2e    | 3e                                | 3e    |
| --- | --------- | -------------------------------- | ----- | --------------------------------- | ----- | --------------------------------- | ----- |
| 15 mai 2011 | Shanghai  | Kaliese Spencer 54 s 20          | 4 pts | Lashinda Demus 54 s 58 (SB)       | 2 pts | Melaine Walker 54 s 96 (SB)       | 1 pt  |
| 4 juin 2011 | Eugene    | Lashinda Demus 53 s 31 (WL)      | 4 pts | Kaliese Spencer 53 s 45 (SB)      | 2 pts | Melaine Walker 53 s 56 (SB)       | 1 pt  |
| 9 juin 2011 | Oslo      | Zuzana Hejnová 54 s 38           | 4 pts | Perri Shakes-Drayton 54 s 77 (SB) | 2 pts | Natalya Antyukh 55 s 45           | 1 pt  |
| 8 juillet 2011 | Paris     | Zuzana Hejnová 53 s 29 (WL, NR)  | 4 pts | Kaliese Spencer 53 s 45 (SB)      | 2 pts | Natalya Antyukh 54 s 41 (SB)      | 1 pt  |
| 29 juillet 2011 | Stockholm | Kaliese Spencer 53 s 74 (MR)     | 4 pts | Melaine Walker 54 s 71            | 2 pts | Nickiesha Wilson 55 s 80          | 1 pt  |
| 5-6 aout 2011 | Londres   | Kaliese Spencer 52 s 79 (WL, MR) | 4 pts | Melaine Walker 53 s 90            | 2 pts | Perri Shakes-Drayton 54 s 62 (SB) | 1 pt  |
| 8 septembre 2011 | Zurich    | Kaliese Spencer 53 s 36          | 8 pts | Melaine Walker 53 s 43            | 4 pts | Lashinda Demus 54 s 04            | 2 pts |
| Records et Performances - AR : Record continental (area record) - CR : Record des championnats (championship record) - MR : Record du meeting (meet record) - NR : Record national (national record) - OR : Record olympique (olympic record) - PR : Record paralympique (paralympic record) - PB : Record personnel (personal best) - SB : Meilleure performance personnelle de la saison (season's best) - WL : Meilleure performance mondiale de l'année (world leader) - WJR : Record du monde junior (world junior record) - WR : Record du monde (world record) Circonstances et Conditions - DNF : N'a pas terminé (did not finish) - DNS : N'a pas pris le départ (did not start) - DQ : Disqualification (disqualification) - NM : Aucun essai valable enregistré (No Mark) - Q : Qualifié « directement » au prochain tour (ou à la prochaine compétition), lors d'une compétition majeure, grâce au classement ou à la réalisation des minima (automatic qualifier) - q : Qualifié au prochain tour (ou à la prochaine compétition), lors d'une compétition majeure, grâce au repêchage ou à la réalisation de l'une des meilleures performances parmi celles des « non qualifiés directement » (grâce au meilleur temps ou à la meilleure distance par exemple) (secondary qualifier) |           |                                  |       |                                   |       |                                   |       |

## Classement général
- Classement final[1] :

| Rang | Athlète         | Points |
| ---- | --------------- | ------ |
| 1    | Kaliese Spencer | 24     |
| 2    | Melaine Walker  | 10     |
| 3    | Zuzana Hejnová  | 8      |
| 4    | Lashinda Demus  | 8      |
| 5    | Natalya Antyukh | 2      |